# Solonți, Vasîlkivka
Solonți (în ucraineană Солонці) este un sat în așezarea urbană Pîsmenne din raionul Vasîlkivka, regiunea Dnipropetrovsk, Ucraina.

## Demografie
Componența lingvistică a localității Solonți
     Ucraineană (95,92%)
     Rusă (4,08%)
Conform recensământului din 2001, majoritatea populației localității Solonți era vorbitoare de ucraineană (95,92%), existând în minoritate și vorbitori de rusă (4,08%).